# Acetoeddikesyre
Acetoeddikesyre, Aceteddikesyre, 3-oxobutansyre, 3-oxosmørsyre eller beta-smørsyre er et organisk stof, der både er en keton og en organisk syre. Som andre beta-ketonsyrer er acetoeddikesyre ustabil og decarboxylerer til kuldioxyd og acetone. Syreresten af acetoeddikesyre benævnes som acetoacetat, der bl.a. forekommer i blodplasma som nedbrydningsprodukt fra f.eks. fedtsyrer og aminosyren leucin. Acetoeddikesyre er en svag syre.

## Fremstilling
Generelt bliver acetoeddikesyre dannet ved 0 °C og brugt in situ med det samme. Det dekomponerer ved moderat hastighed til acetone og kuldioxid:
CH3C(O)CH2CO2H → CH3C(O)CH3 + CO2
Syreformen har en halveringstid på 140 minutter i 37 °C i vand, hvor baseformen (anionen har en halvveringstid på 130 timer. Den reagerer altså omkring 55 gange langsommere.
It is a weak acid (like most alkyl carboxylic acids), with a pKa of 3.58.

## Biokemi
Acetoeddikesyrens syrerest acetoacetat er et ketonstof, der primært dannes i leveren under mangel på kulhydrater. Acetyl CoA fra nedbrydning af fedtsyrer kan under kulhydratmangel ikke indgå i citronsyrecyklus, da det nødvendige oxaloacetat bliver brugt på nydannelse af glucose ved gluconeogenese. I stedet dannes der ketonstoffer ud fra acetyl CoA, heriblandt acetoacetat. Det dannede acetoacetat vil enten blive enzymatisk omdannet til 3-hydroxybutyrat, eller spontant nedbrydes til acetone.
Nedbrydning af visse aminosyrer danner også acetoacetat.
Normalt vil aceteddikesyren og dens omdannelsesprodukter acetone og beta-hydroksysmørsyre fuldstændig blive omdannet til CO2 og H2O, hvilket kræver insulin. Hos type-1 diabetikere kompenserer kroppen for den manglende nedbrydning under for højt blodsukker (hyperglykæmi) ved forkert insulindosis eller ved insulin-mangel ved at øge vandladningen, og der kan ske en syreforgiftning også kaldet diabetisk coma eller ketoacidose.